# Бенни, Че
Че Рауль Джошуа Бенни (англ. Che Raul Joshua Benny; род. 18 августа 2000, Тринидад и Тобаго) — тринидадский футболист, полузащитник клуба «Монтего-Бей Юнайтед» и сборной Тринидада и Тобаго.

## Карьера

### Клубная
Начинал играть на серьезном уровне в команде «Сент-Эннс Рейнджерс». В составе «Порт-оф-Спейн» полузащитник становился чемпионом Тринидада и Тобаго. В 2025 году перешёл в ямайский клуб «Монтего-Бей Юнайтед», за который уже играли другие тринидадские футболисты.

### В сборной
За сборную Тринидада и Тобаго Че Бенни дебютировал 11 июня 2023 года в победном товарищеском матче против Гватемалы (1:0). В нем он на 69-й минуте вышел на замену вместо Дуэйна Макетта.

## Достижения
- Чемпион Тринидада и Тобаго (1): 2023/24.